# Coroiești (gmina)
Coroiești – gmina w Rumunii, w okręgu Vaslui. Obejmuje miejscowości Chilieni, Coroiești, Coroieștii de Sus, Hreasca, Mireni, Movileni i Păcurărești. W 2011 roku liczyła 2014 mieszkańców.